# Austrolestes aleison
Austrolestes aleison är en trollsländeart som beskrevs av Watson och Maxwell S. Moulds 1979. Austrolestes aleison ingår i släktet Austrolestes och familjen glansflicksländor. Inga underarter finns listade i Catalogue of Life.